# Guionista

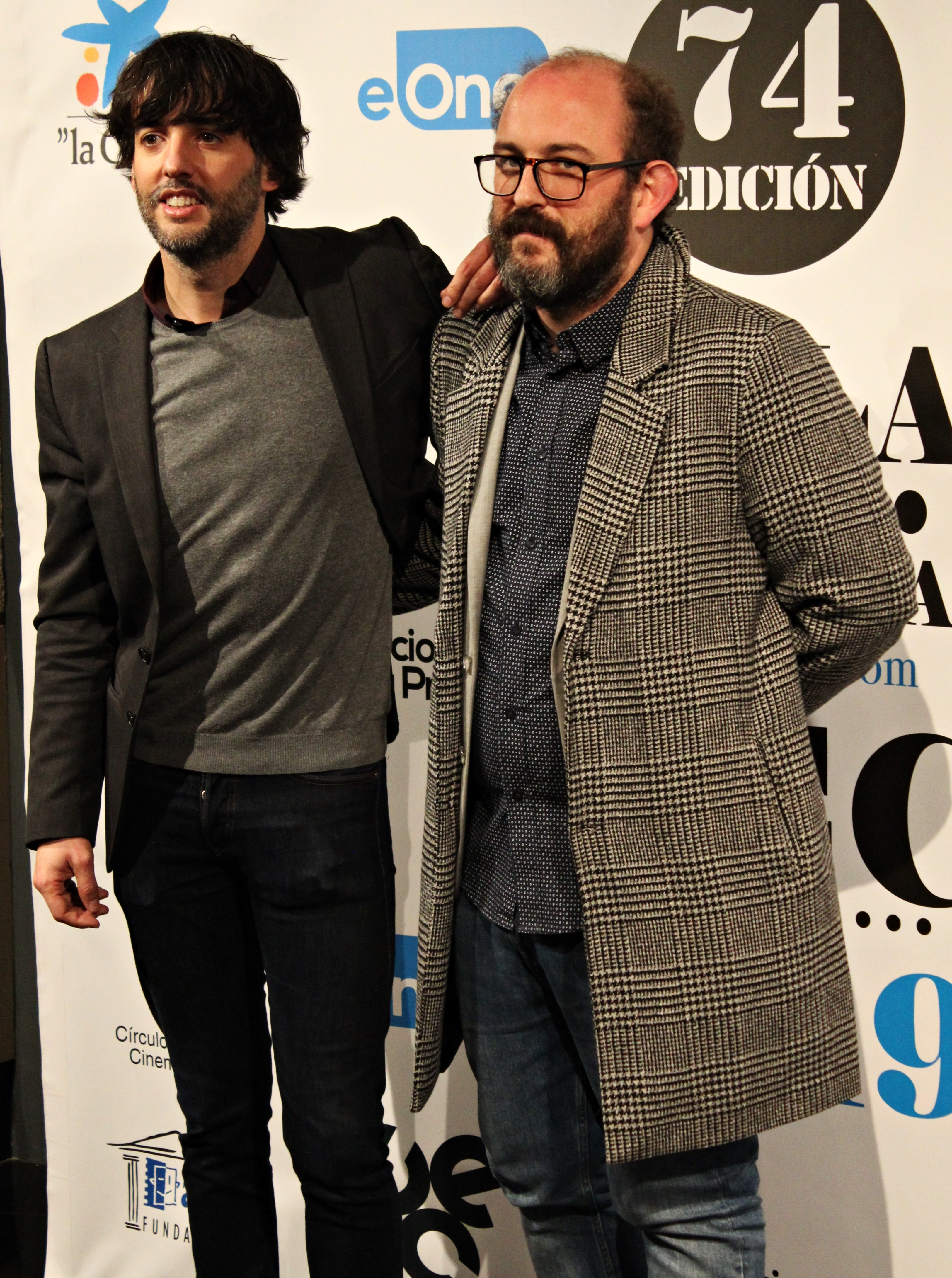
Los escritores españoles Diego San José y Borja Cobeaga en la ceremonia de entrega de las Medallas del Círculo de Escritores Cinematográficos de 2018, en la que estaban nominados a la Medalla al mejor guion adaptado por su trabajo en la película Superlópez.

Un guionista es una persona encargada de escribir el guion de una producción cinematográfica, televisiva, historietística o radiofónica. Dicho guion puede consistir en una historia original o bien en la readaptación de otro guion, procedente de otra obra ya existente (una novela, un musical, una biografía, etc.).
Al ser parte de la industria audiovisual -una industria grande y con muchos departamentos- es común que el guionista también realice labores de dirección, producción o incluso interpretación de sus propias obras. También es común que haya guionistas que escriban y publiquen novelas, desarrollando una carrera literaria.
Los guionistas escriben en un formato propio que permite que director/a, productor/a, actores y actrices, y cualquier otra persona que intervenga en la realización de la película puedan interpretar el texto sin margen de dudas. 
Existen dos tipos de guion: el guion literario, que es aquel en el que todavía no se dan indicaciones técnicas para la realización de la película, y el guion técnico, en el que, en efecto, se dan dichas indicaciones. El primero lo escribe el guionista; el segundo, el director.

## Definición
Para comenzar un proyecto audiovisual se debe iniciar con la creación de una idea. La idea es generalmente pensada y desarrollada por el guionista, quien tiene a cargo la tarea de escribir de manera profesional un guion, además de aprender a integrarse al medio cinematográfico dando a conocer su trabajo de manera elocuente y concisa.
La profesión del guionista tiene sus antecedentes en el contador de historias que nace en las culturas primitivas, recibiendo distintos nombres: trovadores, juglares, escritores, novelistas etc. Esta profesión en la actualidad recibe formalmente el nombre de guionista.
En palabras de Pablo del Teso, el guionista:

“es responsable directo de escribir los documentos de guión aplicando los principios y las herramientas del arte de contar historias, las cuales conoce y maneja a la perfección …”

## Fuentes

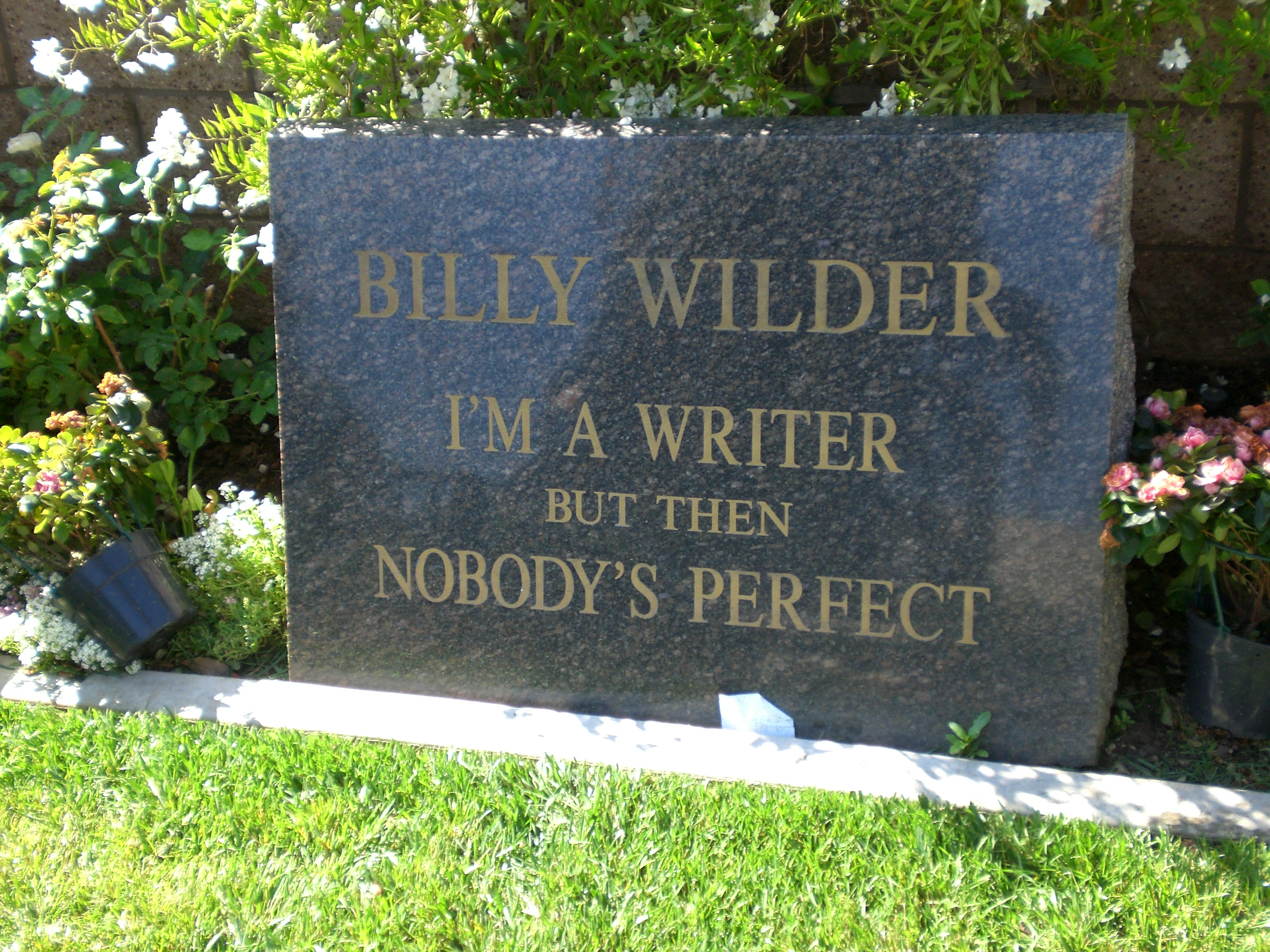
Sepultura de Billy Wilder

## Mercado de trabajo
Se puede decir que existen hasta el momento 2 tipos de guionistas en relación con el mercado de trabajo:
- Freelancer: Son aquellos guionistas que trabajan de forma independiente, negociando por su cuenta el guion que escribieron.
- Contratados: Son guionistas que trabajan para grandes productoras.[5]

Existen prejuicios acerca de la tarea de escribir un guion, que se ven generalmente reflejados en la remuneración baja que reciben los guionistas (salvo excepciones). La labor del guionista suele ser vista (por personas que no trabajan en la industria), como una tarea carente de esfuerzo y que se produce por "arte de magia". El guionista es quien decide llevar a cabo el desarrollo de una idea, no sólo quién la imagina, sino quién la desarrolla. Este es un motivo por el cual muchos autores buscan reivindicar la figura del guionista dando a conocer, a través de libros o manuales, el verdadero trabajo que este rol enfrenta.
== Equipo de Guion ==
El equipo de desarrollo de Guion tiene en su cabeza al Guionista- editor quién se encuentra a cargo de 2 áreas:
- Guionista: El guionista está encargado de elaborar y escribir los documentos de guion, además de brindar historias potencialmente atractivas en función al público-objetivo determinado. Dentro de los documentos de guion que elabora el guionista se encuentran: La premisa, Sinopsis, Tratamiento, Escaleta, Guion.

- Jefe de investigación: El jefe de investigación junto con su equipo de investigación, brinda la información necesaria que se requiere para el desarrollo del guion. Su labor es presentar la información de forma clara y contextualizada. Los informes de investigación de guion pueden ser presentados de una manera escrita o audiovisual.

## Rol del Guionista-Editor
- El guionista editor

Tiene como objetivo principal centrarse en el público objetivo, considerando que la historia a desarrollar debe resultar interesante para éste. Comúnmente debe brindar informes al productor ejecutivo acerca de las fortalezas y debilidades del guion en proceso. 
- El guionista- editor como consultor

Este guionista-editor trabaja como consultor, a la par del guionista. Tiene la función de supervisar al guionista con una perspectiva más objetiva y profesional de los problemas que pueda tener el guion. Además busca brindar estrategias para solucionar los problemas observados. 
- El guionista-editor como co-autor

El guionista-editor en su rol de coautor trabaja a la par con el guionista y participa en las soluciones creativas y en el proceso de escritura (no brinda estrategias para su futura solución sino que participa del proceso creativo).
El guionista- editor también es coautor debido a que participa en la creación de la obra, por lo tanto debe realizar el registro legal de ésta junto con el guionista y también firmar los contratos de cesión de derechos. 
- El guionista-editor como gerente

Debe definir cuál es la información que se requiere en la escritura del guion para que el jefe de investigación le proporcione. Recibe de parte del productor ejecutivo las estrategias del proyecto y él debe definir las estrategias para el desarrollo del guion.